# Detroit (2017.)
Detroit (eng. Detroit) je američka kriminalistička drama iz 2017. godine koju je režirala Kathryn Bigelow, a napisao Mark Boal. Temeljen na stvarnom incidentu u motelu Algiers u srpnju 1967. godine tijekom nereda u Detroitu, film je u službenu kino distribuciju krenuo na 50. obljetnicu samog događaja. U filmu su glavne uloge ostvarili John Boyega, Will Poulter, Algee Smith, Jason Mitchell, John Krasinski i Anthony Mackie.
Film Detroit premijerno je prikazan u Fox Theatre u Detroitu dana 25. srpnja 2017. godine, a u ograničenu kino distribuciju krenuo je tri dana kasnije prije nego što je 4. kolovoza započeo sa širokom distribucijom. Premda je dobio uglavnom pozitivne kritike filmske struke, pogotovo za režiju, scenarij i glumačke izvedbe Poultera i Smitha, film Detroit ostvario je izniman neuspjeh na kino blagajnama zaradivši samo 21 milijun dolara (produkcijski budžet filma iznosio je 34 milijuna dolara).

## Radnja
Dana 23. srpnja 1967. policija Detroita obavila je raciju u klubu bez radne dozvole, a u kojem se slavio povratak afroameričkih ratnih veterana iz Vijetnama. Tijekom uhićenja osumnjičenih, na ulicama se formira skupina ljudi koji započnu bacati kamenje prema policajcima, a uskoro se incident razvije u prave nerede kada okupljeni ljudi na ulicama počnu provaljivati u dućane i paliti požare. Budući da gradske vlasti, izabrani predstavnici pa čak i službe za hitne intervencije ne uspijevaju dovesti grad u red, guverner George W. Romney odobrava ulazak nacionalne garde države Michigan te vojnih padobranaca ulazak u Detroit kako bi pružili svoju pomoć. Drugog dana nereda, dvojica policajaca naganjaju mladog pljačkaša koji bježi od njih. Jedan od policajaca, Philip Krauss, smrtno ga rani pucajući mu u leđa (premda je policiji naređeno da ne puca u pljačkaše osim u samoobrani), ali ostaje na dužnosti premda su njegovi nadređeni upoznati sa situacijom.
Profesionalna R&B skupina sačinjena isključivo od Afroamerikanaca imena The Dramatics dolazi u Detroit u nadi da će potpisati glazbeni ugovor. Nekoliko trenutaka prije njihovog prvog javnog nastupa, policija zatvara događaj i naređuje im da napuste grad. Na putu do izlaska iz grada njihov autobus biva napadnut, pa se grupa u bijegu raspadne, a glavni pjevač Larry Reed i njegov prijatelj Fred Temple odlaze u motel Algiers gdje unajmljuju sobu za jednu noć. Tamo upoznaju dvije bjelkinje, Julie Ann i Karen, koje ih, pak, upoznaju sa svojim prijateljima Carlom Cooperom i Aubreyjem Pollardom. Carl i još jedan njegov prijatelj isceniraju šalu koristeći lažni pištolj, što uznemiri Julie i Karen koje odlaze u sobu gdje se nalazi Green, veteran Vijetnamskog rata. Za to vrijeme Larry i Fred vraćaju se u svoju sobu.
Melvinu Dismukesu, privatnom zaštitnom čuvaru, dodijeljeno je čuvanje prodavaonice koja se nalazi u neposrednoj blizini motela Algiers. Carl iz svog lažnog pištolja odluči zapucati nekoliko ćoraka u smjeru gdje se nalaze vojne trupe, ali ga vojnici zamijene za snajperistu i započnu rešetati motel Algiers. Uskoro u motel dolazi policijski odred na čelu s Kraussom koji ubije Carla dok ovaj pokušava pobjeći. Krauss pokraj Carlovog leša stavlja svoj nož.
U pratnji Dismukesa i vojske, policija sve koji se u tom trenutku nalaze u motelu stavlja pred zid i traži od njih da im kažu tko je pucao s prozora. Unatoč tome što Dismukes nije pronašao nikakvo oružje tijekom pretraživanja sobe, Krauss naređuje da se nekoliko osumnjičenih raspodjeli u različite sobe te ih lažno smakne kao dio "igre zastrašivanja" ostalih osumnjičenih kako bi ih lakše doveli do željenog priznanja. Odlučni u tome da ne sudjeluju u takvom načinu rada, vojnici i pripadnici nacionalne garde ubrzo napuštaju mjesto događaja bez da ikoga obavijeste o Kraussovom zlostavljanju.
Kada započnu vrištati, Julie i Karen bivaju odvedene u sobe na katu gdje jedan od policajaca s Julie strgne svu odjeću. Zgroženi takvim postupanjem, Dismukes i jedan od padobranaca uspijevaju djevojke odvesti na sigurno. Jedan od policajaca tijekom ispitivanja ubije Aubreyja, a Krauss - u strahu od uhićenja - dopušta ostalim osumnjičenima da odu, ali jedino ako će se zakleti da nikome neće reći o tome što se dogodilo. Greene i Larry se slože, ali Fred biva ubijen nakon što odbije dogovor.
Kako se neredi polako smiruju, Dismukes biva uhićen i optužen za ubojstvo nakon što ga Julie identificira kao jednog od ljudi koji su bili prisutni kobne noći u motelu Algiers. Krauss i njegovi kolege se također nalaze na ispitivanju i nakon što svi osim Kraussa priznaju što se dogodilo, bivaju uhićeni. Larry, čija se pjevačka karijera urušila nakon preživljene traume, pozvan je kao svjedok na suđenju. Sudac u konačnici sva svjedočenja odbija prihvatiti kao dokaz te bez dodatnih dokaza porota sačinjena isključivo od bijelaca oslobađa svih optužbi Dismukesa, Kraussa i ostale optužene. Nakon suđenja Dismukes se suočava s Kraussom, ali nije u stanju ništa učiniti po pitanju pravde za žrtve budući je ostao potpuno sam.
Film završava kratkim objašnjenjem što se dogodilo sa svima onima koji su sudjelovali u događaju: Dismukes se preselio u predgrađe kako bi izbjegao prijetnje smrću te nastavio raditi kao zaštitni čuvar, Krauss i njegovi kolege ostali su u državnoj službi, ali nikada se nisu vratili radu na ulicama, Julie je nanovo izgradila svoj život i zasnovala obitelj, a Larry je postao pjevač crkvenog zbora i još uvijek živi u Detroitu.

## Glumačka postava
- John Boyega kao Melvin Dismukes[10][11]
- Will Poulter kao Philip Krauss
- Algee Smith kao Larry Reed
- Jacob Latimore kao Fred Temple
- Jason Mitchell as Carl Cooper
- Hannah Murray kao Julie Ann
- Kaitlyn Dever kao Karen
- Jack Reynor kao Demens
- Ben O'Toole kao Flynn
- John Krasinski kao odvjetnik Auerbach
- Anthony Mackie kao Greene
- Joseph David-Jones kao Morris
- Ephraim Sykes kao Jimmy
- Leon Thomas III kao Darryl
- Nathan Davis Jr. kao Aubrey
- Peyton Alex Smith kao Lee
- Malcolm David Kelley kao Michael Clark
- Gbenga Akinnagbe kao Aubrey Pollard Sr.
- Chris Chalk kao policajac Frank
- Jeremy Strong kao odvjetnik Lang
- Laz Alonso kao John Conyers Jr.
- Austin Hébert kao policajac Roberts
- Miguel Pimentel kao Malcolm
- Samira Wiley kao Vanessa
- Tyler James Williams kao Leon
- Glenn Fitzgerald kao detektiv Anderson

## Produkcija
Dana 28. siječnja 2016. godine službeno je objavljeno da će Kathryn Bigelow i Mark Boal ponovno udružiti snage i snimiti film o neredima u Detroitu 1967. godine te da će Bigelow režirati Boalov scenarij. Oboje će također producirati film skupa s Megan Ellison i Matthewom Budmanom iz kompanije Annapurna Pictures. Glumica iz serije Igra prijestolja, Hannah Murray dobila je "ključnu ulogu" u filmu, premda je njezin lik strogo držan u tajnosti. Film se započeo snimati u ljeto 2016. godine kako bi stigao krenuti u kino distribuciju 2017. godine, točno na obljetnicu nereda. Dana 21. lipnja 2016. godine glumac John Boyega priključio se glumačkoj postavi. Dana 3. kolovoza Jack Reynor, Will Poulter i Ben O'Toole dobili su glavne uloge u filmu. Dan kasnije Anthony Mackie pridružio se glumačkoj postavi, a 5. kolovoza Jacob Latimore i Algee Smith također su dobili uloge u filmu. U sljedećih nekoliko mjeseci, sve do listopada, Joseph David-Jones, Kaitlyn Dever, Jason Mitchell, John Krasinski, Jeremy Strong, Chris Chalk, Austin Hébert, Ephraim Sykes, Laz Alonso, Nathan Davis Jr., Malcolm David Kelley, Peyton Alex Smith i Leon Thomas III pridružili su se glumačkoj postavi filma.

## Vanjske poveznice
- Detroit u internetskoj bazi filmova IMDb-a